# プラモデル

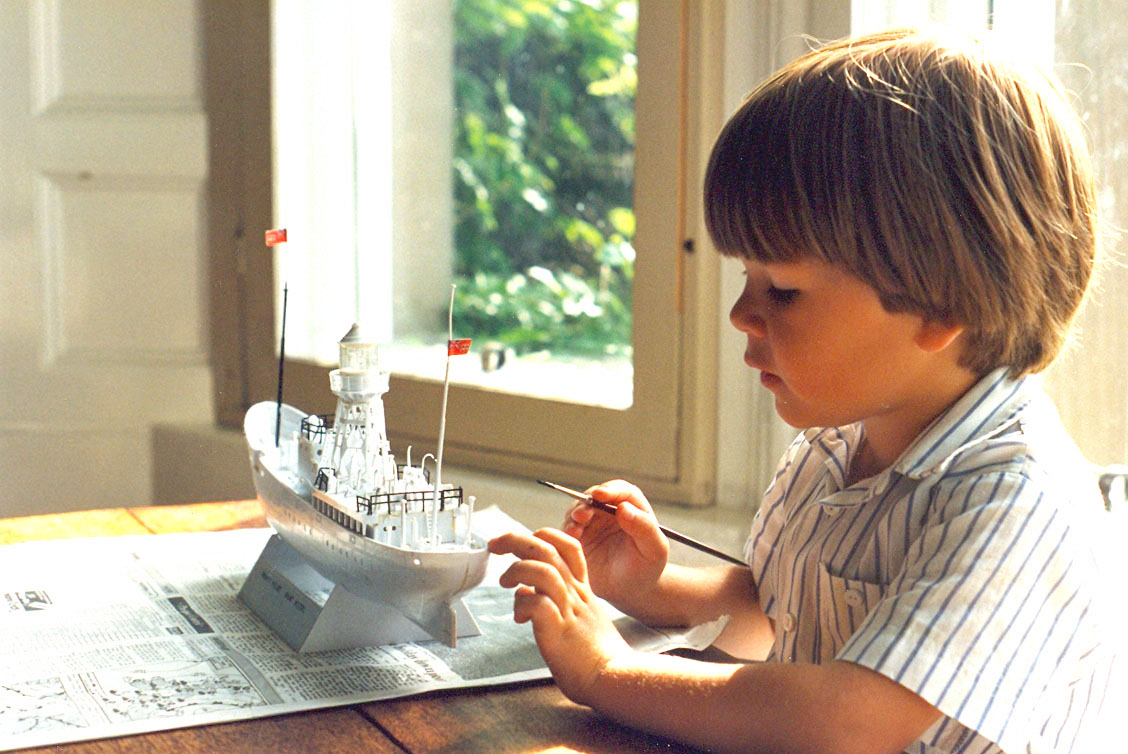
プラモデルに塗装をする少年

プラモデルとは、プラスチックモデルの略称で商標。組み立て式の模型の一種で、適度に分割して成形されたプラスチック製の部品群(ランナー)と、組み立て説明書などをセットにしたキットの形で販売される。

## 名称
「プラモデル」という用語は、日本初と称してプラモデルを発売したマルサン商店が考案した登録商標であるが、現在ではより広義にメーカーを問わずプラスチックモデルキット全般を意味する言葉として使われている。プラモと呼ばれることもある。英語ではプラスチック・モデル (Plastic Model) またはコンストラクションキット (Construction Kit：主にイギリス英語)などと呼称される。

### 商標としてのプラモデル
プラモデルという商標は、「プラスチック製模型おもちゃ及びその組立キットその他のおもちゃ、人形」（第555762号、1960年9月登録）、「新聞、雑誌、その他の定期刊行物」（第731152号、1967年1月登録）および「模型」（第1846016号、1986年2月登録）に関して日本プラモデル工業協同組合が権利を所有し、組合員は自由に使用できる。他にキヤノン株式会社が別のものを対象にプラモデルという商標を持っていた時期がある。
プラモデルという名称は、マルサンが1959年（昭和34年）に商標登録したもので、他のメーカーは「プラ模型」「プラキット」など言い方を変えるか、一般名称である「プラスチックモデル」を用いる必要があった。ただし、一般消費者や小売店のレベルでは、マルサン商店が権利を所有していた時期から、プラモデルはプラスチックモデル全般を表す用語として広く使用されていた。
商標権は1968年（昭和43年）の倒産後再建されたマルサンから1974年（昭和49年）に大手問屋の三ツ星商店に売却され、1975年（昭和50年）日本プラスチックモデル工業協同組合に移譲された。現在は、加盟する各社は自由に使ってかまわないことになっている。また、日本プラモデル工業協同組合の組合員である童友社は、「日本プラモデル工業協同組合に未加盟の模型メーカーは『プラモデル』という言葉を自社製品の紹介に使用できない」旨の説明を行っている。

## 定義
日本ではプラスチック製の組み立てキットのうち、一般的な模型店で扱われるものをプラモデルとし、ほぼ同様の製品であってもそれ以外の玩具売り場、（菓子のおまけとして）菓子売り場、鉄道模型店で扱われるものは玩具、食玩、鉄道模型などと区別されることも多い。一般的な模型店で扱われる狭義のプラモデルとそれ以外のプラモデル形商品は、取り扱っている問屋が異なる場合が多く、流通上別個として扱われており、玩具店と模型店、売り場の別など小売レベルでも一定の線引きがなされているが、厳密ではない。特にキャラクターモデル・玩具においては区別は渾然としており、現タカラトミーのゾイドやプラクションのように、組み立てる楽しみを取り入れたりコスト削減のために、プラモデルと同様の組み立てキットの形態をとる玩具も存在する。逆に模型区分であっても、ガンプラに代表される、顧客へのハードルを下げるためにスナップフィットや塗装不要化などの配慮がなされた商品もある。またSDガンダムや上述のゾイドなど、同シリーズに玩具と模型が混在する例もあり、エンドユーザーレベルからは模型と玩具の中間的で区分がはっきりしないものも少なくない。

## 製品構成

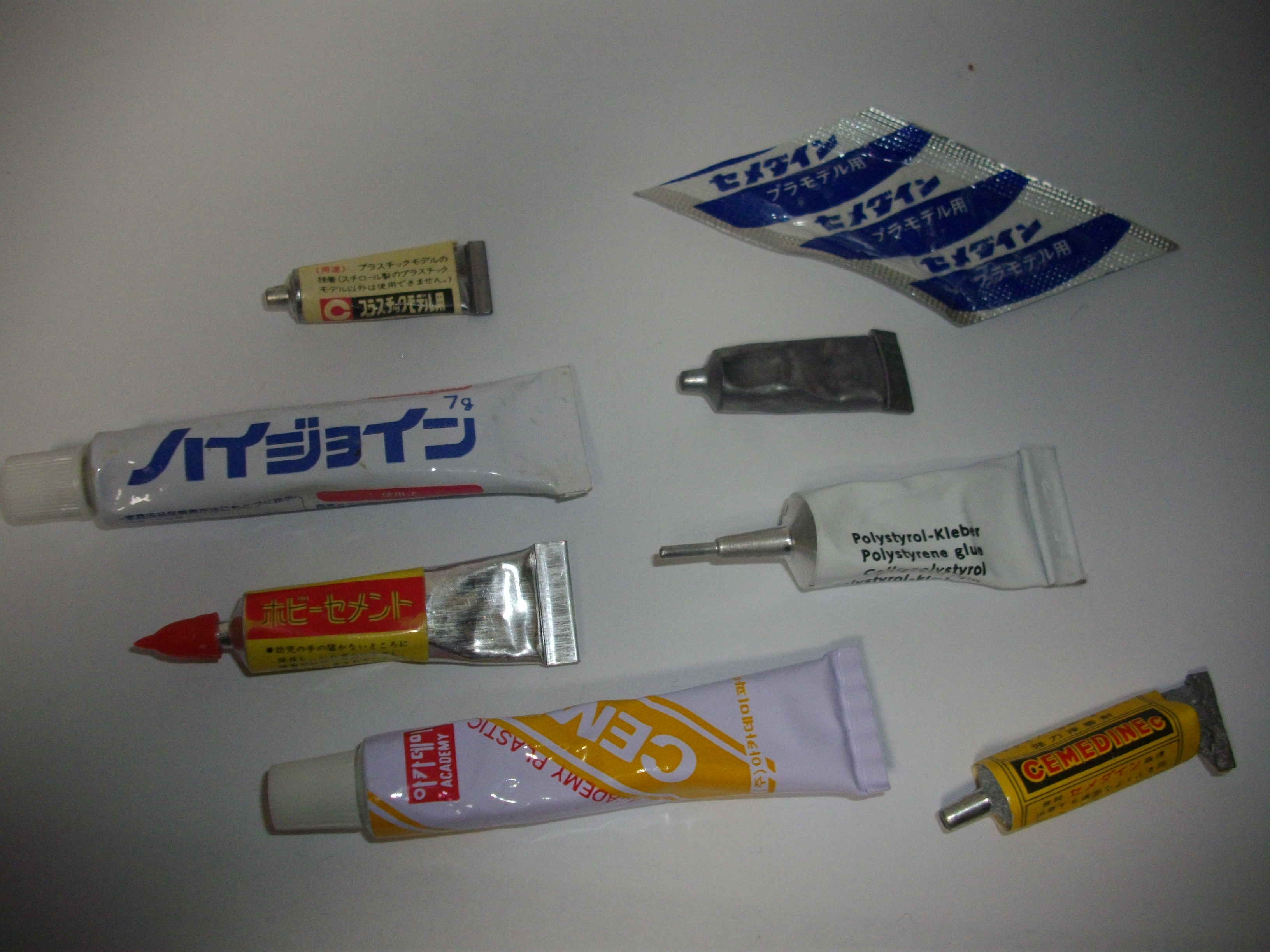
付属の接着剤

基本的には、ランナーと呼ばれる枠に繋がった状態の部品と組み立て説明書が含まれる。その他にも接着剤、マーキング用のデカール、組み立てる際に必要となるもの（ネジ止めが必要なプラモデルには簡易ドライバーなど）が付属する場合もある。これらが商品のイラストや完成写真等を印刷したボール紙の箱に箱詰めされ、出荷されている。小型のものについてはブリスターパックやビニール袋に入れて売られている場合もある。
組み立て説明書
インスト（インストラクション）とも呼ばれる。組み立て手順以外に塗装する場合の色指定や塗装図、模型に関する情報などが併記されていることも多い。ソリッドモデルやライトプレーンの説明書が図面中心で設計図とも呼ばれていた名残であるが、設計図と呼称されることもある。また小型のプラモデルでは組み立て説明書が箱の裏面等に印刷されている場合もある。
接着剤

近年では組立てに必要な場合でも付属しないことが多いが、1980年代頃まではほとんどのキットに小型のチューブや平行四辺形のパックに入ったものが付属していた。接着剤を使用せずに組み立てられる、スナップフィットキットと呼ばれるプラモデルも増えている。
デカール
ガンプラ等の初心者向けの製品ではシールやドライデカール（インスタントレタリング）が付属する場合もあるが、スライドマークとも呼ばれる水転写（スライド）方式のものが付属することが多い。

## プラモデルの分類

### 動力装置の有無による分類
動力装置を取り付けないことを前提とするプラモデルをディスプレイキット（またはディスプレイモデル）という。完成品を展示（ディスプレイ）することを目的とすることからこう呼ばれる。
組み立てる際に付属もしくは別売の駆動装置を取り付け、走行・駆動させることを目的としたプラモデルもある。電動のモーターを取り付け、乾電池などを動力源として駆動するものをモーターライズキット（モーターライズモデル）という。またゼンマイで駆動するプラモデルもある。

### 製法による分類

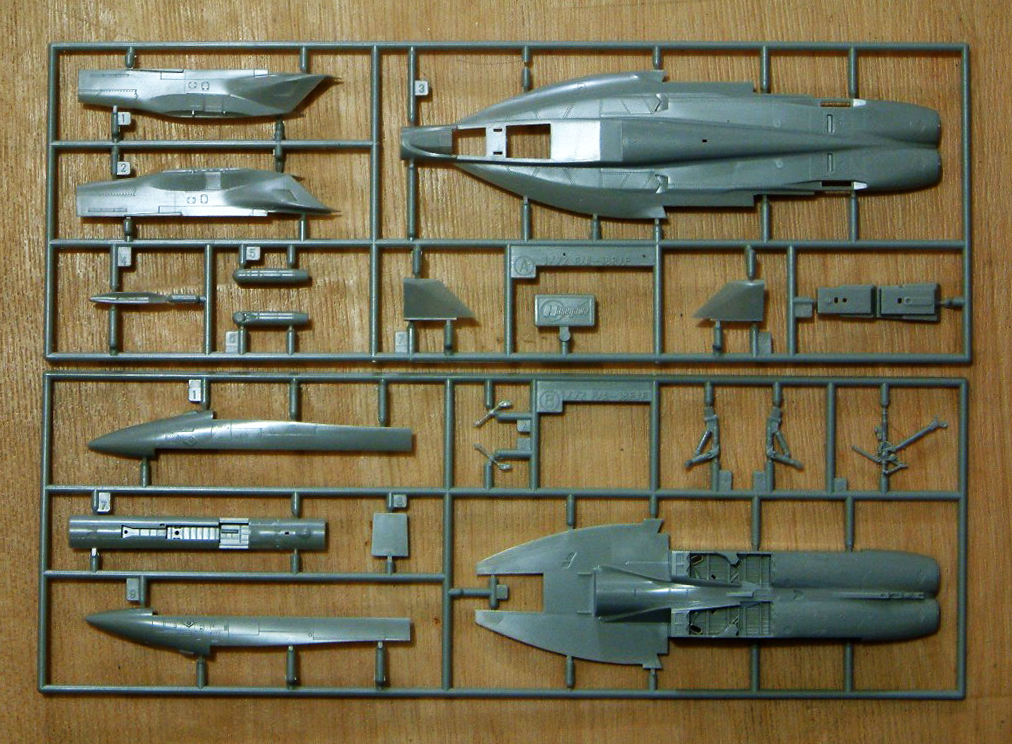
射出成形されたプラモデルの一例

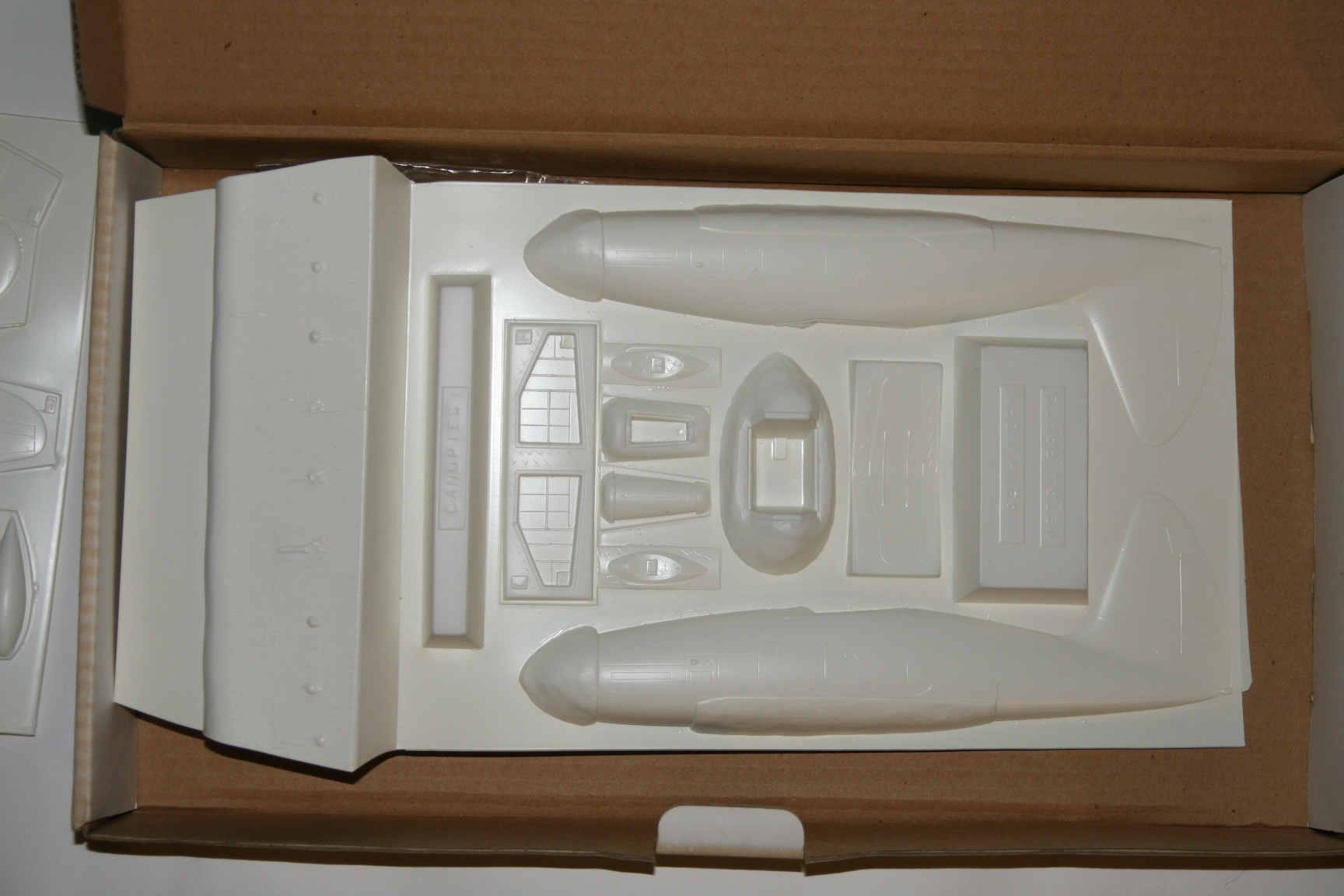
バキュームフォームキットの一例

インジェクションキット（射出成形キット）
金型の中に熱で溶けたプラスチックを高圧で流し込んで成形されたキット。大量生産に向き、パーツの精度も高い。製造には精密な金型と、大掛かりな射出成形の設備が必要となるためにイニシャルコストが高いのが難点。製法上、パーツに金型の合わせ目であるパーティングラインが生じる欠点もある。樹脂の通り道であるランナーがあるのが射出成形品の特徴である。ランナーと部品を結ぶゲートはピンゲートにすることで小さくなるが、樹脂の通り道が小さくなるため、生産性が犠牲となる。金型は定期的に整備を続ければ長持ちし、事実40年以上生産され続けているキットもある。一般的なインジェクションキットの他、樹脂や電鋳や軽合金による簡易金型による「簡易インジェクションキット」という物もあり、これは型の寿命が短い代わりにコストを下げることができるため、マニア向けの少数生産キット製造の手段として用いられることが多い。通常のインジェクションキットより部品の精度が劣る物が多いが、MPMのような一部のチェコ製合金型のものは通常のインジェクションキットに迫る出来の物もある。
バキュームフォームキット（真空成形キット）
熱でやわらかくしたシート状のプラスチックを、型に押し付けて成形したキット。通称「モナカ」。単純に押し付ける手法をヒートプレスと呼び、プラスチックシートと型の間の空気を吸い出して密着させる手法をバキュームフォームと呼ぶ。（例：卵の透明プラスチックケース）型が1枚で済むので少ない設備投資で成形できるが、大量生産にはあまり向かない。雄型を使う場合を雄型成形(ドレープフォーミング)、雌型を使う場合を雌型成形(ストレートフォーミング)という。雌型を使用する場合には表面の細部のモールドの再現が可能である。比較的、流線型の成形に向くこともあり、マイナーな航空機がこのバキュームキットで販売される傾向にあるほか、RCカーのポリカーボネート製ボディはほぼこの製法を用いる。成型品はかなり肉厚が薄くなるため補強が必要であるなど製作難易度は高い。また細部など真空成形の困難な部品はインジェクションやレジン、メタル、エッチング等のパーツが組み合わされる場合が多い。バキュームフォームキットはガレージキットとして扱われることが多いが、インジェクションキットの中に簡易ジオラマベースや帆船の帆、簡易インジェクションキットのキャノピーパーツなどの形で真空成形パーツが含まれる場合もある。
押出成形
熱で溶けたプラスチックをダイと呼ばれるノズルからトコロテンのように押し出して成形する。断面の形が同じものを無限に成形できる。プラモデルのキットが押出成形されることはまずありえないが、各種プラ素材がこの成形方法である。
3Dプリント
3Dプリンタの普及とともに、3Dプリンタ による出力でバキュームフォームの型や簡易インジェクション型の出力、レジンキットの原型、或いは製品そのものをガレージキット等の少量生産向けに出力する事例も見られるようになってきている。背景には高性能の3DCADの低価格化、無料化、3Dプリンタを始めとする出力環境の高性能化、低価格化が挙げられ、新たな潮流となりつつある。３Dデータを元に３Dプリント出力を専門に請け負う業者もある。
ブロー成形
ペットボトルやポリタンクの製造と同様に溶融した樹脂に内圧を加えて加工するブロー成形が一部の製品に導入されている。1/12スケールのガンダムのように細部の再現性は射出成形品に劣るものの、金型の製造費用が1桁から物によっては2桁低いので初期投資費用がかからず、少量生産に適する。

### 対象分野による分類
実在の飛行機・艦艇・戦車・自動車・建築物等、もしくは実在するにはいたらなかった計画兵器等を扱った「スケールモデル」と、SFやアニメ等を扱った「架空のもの」に大別される。スケールモデルにはディフォルメされたものも含める場合がある。アニメ・ゲーム等に登場する車・戦車・船などでは、スケールモデル（一部パーツ変更やキャラクターグッズが追加されることもある）がキャラクターのパッケージで販売されている。

#### スケールモデル
実物が存在するもの、または設計・企画された物を縮小した模型をスケールモデルと呼ぶ。プラモデルが最初に普及した英米では、ヤード・ポンド法を用いていたため縮尺は「1フィート（12インチ）を何インチに縮小」するかが基本であり、例えば1/4インチ（または1/4”）スケールといえば1フィートを1/4インチに縮小することで1/48スケールを表す。従って「国際標準スケール」には分母が12の倍数のものが多い。しかし、鉄道模型のようにフィートをミリメートルに換算した縮尺（1フィートを4 mmとするもの＝4 mmスケール（1/76））を採用する物や、メーカーの都合（箱のサイズや、走行ギミックのためのギアボックスや電池の内蔵）のために決定され、積極的なシリーズ展開のために自然に「標準」になってしまったものもあり、後者の代表がタミヤの1/35である。またバイクのスケールである1/9は、イタリアのプロター社から始まったものである。1/50は航空機ソリッドモデルの標準スケールである。
- 艦船　1/72、1/144、1/200、1/350、1/400、1/500、1/600、1/700、1/720、1/800、1/1000、1/1200 などのスケールがあり、最も種類が多いのは静岡のメーカー四社が共同で展開したウォーターラインシリーズに採用された1/700である。近年はハセガワの三笠を皮切りに1/350スケールの新製品のラッシュが続いている。また日本模型の30センチシリーズは1/700〜1/1100程度に相当する。民間船は（日本国内メーカーでは特に）少ない。帆船はスケールの統一は少なく、レベルの1/96、エレールの1/100、1/150、イマイ（アオシマ）の1/350などでそれぞれ数種類の船がそろえられる。一部メーカーの製品にはモーターと電池により水上走行が可能なモーターライズキットが存在する。
- 陸上兵器（戦車、大砲、装甲車、兵士など）1/15、1/16、1/24、1/25、1/30、1/32、1/35、1/48、1/50、1/72、1/76、1/87、1/144、1/350、1/700 などのスケールがある。現代の主流は1/35、1/48、1/72、1/144であり、その中でも、タミヤが採用し日本国内メーカーが追従、以後イタレリ、エッシー、エレールなど日本国外のメーカーも従った1/35が圧倒的なアイテム数を誇る。このため米英のメーカーが展開していた1/32（メタルフィギュアの54 mmスケール）ミリタリー物は少数派になってしまった。
- 航空機（固定翼機、回転翼機など）1/24、1/32、1/35、1/48、1/50、1/72、1/100、1/144、1/200、1/350、1/700 などのスケールがあり、ディテールアップが楽しめる1/48、コレクション性の高い1/72が主流である。1/24や1/32といった大型キットは、中国メーカーの参入を契機に近年[いつ?]はキット数が増えつつある。また一部のヘリコプターは、陸上兵器の標準スケールに合わせて1/35でモデル化されている。コレクションモデルとして1/144や1/100スケールも人気である。なお航空機のプラモデルというと軍用機がメインと思われがちだが、民間機とくに旅客機も豊富でデカール変えなどで多数の航空会社のカラーリングを再現している。スペシャルマーキングなどの特別塗装を施した機体のキットも人気である。
- 宇宙開発（ロケット、宇宙船、探査機など）スペースシャトルなどは航空機と近いスケールだが、探査機から巨大な宇宙ステーションまで含むため、スケールに統一性無し。
- 自動車　1/8、1/12、1/16、1/20、1/24、1/32、1/43などがあり、市販車（高級車含む）、レーシングカーとも1/24が主流であるが、フォーミュラカーは近年は1/20が主流である。日本のトラックやバスなどは1/32スケールが多い。1/43はミニカーの主要スケールであり、ホワイトメタルやレジンキャスト製のガレージキットも多い。一部、ミリタリーモデルの派生として 1/35も増えつつある。
- オートバイ　1/6、1/8、1/9、1/12などがあり、レース用、市販用とも1/12が主流である。
- 鉄道車両（ディスプレイキットもしくは、電池等の動力源を内蔵したモーターライズキットで、鉄道模型への流用を考慮していない物）1/35、1/50、1/76、1/80、1/150などがある。日本においても鉄道車両のプラモデルは、かつて鉄道模型が金属製品主流だった時代に一ジャンルを築いたが、Nゲージを中心としたプラスチック製品の発展とともに、鉄道模型の陰に隠れた存在になってしまい、1980年代後半以降2010年代まで新製品のほとんどない時期が続いた[注釈 6]。その一方で、一般のプラモデルとは流通経路や購入者層の異なる鉄道模型の中には実質的なプラモデルであるプラスチック製の組み立てキットがあり、こちらは1970年代後半以降製品を充実させた。日本以外のメーカーでは、ミリタリーモデルの一部として軍で使用された機関車や貨車などのプラモデルが製品化されている。
- 鉄道模型用の建築物（ストラクチャー）1/22.5（G）、1/43.5（O）、1/76（OO）、1/87（HO）、1/120（TT）、1/148（イギリスのN）、1/150（日本のN）、1/160（欧米のN）、1/220（Z）などがあり、主に鉄道模型のスケールに合わせているが、1/100前後としてTTとHOの両方で、1/200前後としてNとZの両方で使えるようにしている製品も存在する。これらは通常鉄道模型のアクセサリーとして扱われるため一般のプラモデルとは流通経路が異なっているが、ジオラマ製作などに流用される場合も多い。
- アクションフィギュアとそのアクセサリー（机・椅子、ぶらんこ、トイレなど）1/12スケール程度。
- 建築物（姫路城、五重塔など）1/700、1/350、1/200が多いがスケールに統一性無し。
- 甲冑、 刀 1/3、1/4スケール。
- 箱庭（農家などのモデルに、付属の種を植えて育てることができる）スケールに統一性無し（同シリーズの店舗などは1/60、屋台は1/25）。
- 拳銃（ルガー・スーパーブラックホーク、コルト・パイソンなど）手榴弾 など　原則として1/1。ギミック付のキットも存在する。
- 動物（人体模型、アリイのコアラ、ラッコ、エリマキトカゲ、タミヤの1/35恐竜など）実物の数倍の昆虫や、1/1の小鳥から1/76程度の恐竜までスケールは様々。日本国外のメーカーに比較的製品が多い。
- その他、楽器（ドラムセットなど）、家電（扇風機、オーディオなど）扇風機はモーターを内蔵し、実際に扇風機としての機能を果たす。ある意味では模型ではなく1/1の扇風機そのものであると言える。オーディオは小型スピーカーを内蔵し、ヘッドホンステレオなどに接続して実際に鳴らすことが可能な製品も存在した。多くは国内メーカーの実在の製品を1/3 - 1/10程度にそのままスケールダウンさせたものである。

#### 架空のもの
アニメーション、特撮といった映像作品や、漫画、小説、家庭用ゲーム等に登場する架空の兵器や登場人物などを取り扱ったもの。その多くはSF設定の作品である。キャラクターモデルと称される場合も多い。通常は設定資料の寸法から縮尺に見合った寸法を割り出し設計されるが、初期にはパッケージに収容可能な寸法から縮尺を割り出す箱スケールものも多く存在した。
バンダイのガンダムシリーズの成功から1/144、1/100などのものが主流だが、スケールモデル同様に縮尺も多彩である。一例を挙げると1/20、1/35、1/60、1/72、1/220などがある。
- 人間に近いサイズのキャラクター（仮面ライダー、妖怪ウォッチ、その他デフォルメキャラクターなど）

過去には オバケのQ太郎、がんばれ!!ロボコン、Dr.スランプ、うる星やつらなど、多くのキャラクターのキットがあった。2000年代以降は、組み立て式アクションフィギュアと呼べる商品が増えている。
- 実在の車などに近いメカ（仮面ライダーのオートバイ、西部警察の特殊車両、バットモービル、デロリアンなど）

カーモデルや航空機などスケールキットと同様のフォーマット、ディテールで設計された商品も多い。
- ロボット物（ガンダム、マクロス、ボトムズなど）

1980年代くらいまでは合体・変形などがセールスポイントであったが、ガンダム以降は広い可動によるアクションポージングや、内部構造ディテールにもこだわったアイテムが登場している。
- その他のSFメカ （宇宙戦艦ヤマト、スター・ウォーズ、サンダーバード、マイティジャックなど）

実写作品では、撮影に使われたプロップに対するスケールモデルとしての解釈もある。

#### どちらとも取れるもの
- 実在の物品をモチーフとした創作物を対象としたプラモデルも多々存在する。その例としては『頭文字D』や『MFゴースト』、『バリバリ伝説』に登場した自動車やバイク、『艦娘』のモチーフとなった艦船類、『ガールズ&パンツァー』に登場した戦車･･･等がある。もっとも、『艦これ』の例ではあたかもウォーターラインシリーズの派生商品であるかのような扱い(というよりアオシマ完全自社生産分以外はほぼ完全にWLシリーズの流用)となっているように、どちらかというとスケールモデルとして扱われる傾向にある。

## 歴史

### プラモデルの誕生と普及
世界で最初に発売されたプラモデルは、フロッグのブランドで動力付きの木製模型飛行機を販売していたイギリスのIMA社 (International Model Aircraft Ltd.) が、1936年に発売したフロッグ・ペンギンシリーズである。
当時の新素材であったプラスチックで模型を作る技術は、イギリス軍が教育に使用する航空機や軍用車両等の識別用モデルをプラスチックで作る技術を応用したものである。
フロッグ・ペンギンシリーズは1/72に統一された航空機のキットで、第二次世界大戦により中断されるまでに英国機を中心に30点ほどが発売された。
第二次世界大戦中にはアメリカ国内でもプラスチック製の識別用モデルは多数作成され、大戦が終結すると、ホーク、レンウォール等の複数のメーカーがアメリカでもプラモデルの製造を始めた。
1950年代に入ると、オーロラ、リンドバーグ、レベル、モノグラム等のさらに多くのアメリカのメーカーがプラモデルの生産を始め、ヨーロッパでもイギリスのエアフィックスやフランスのエレール等が活動を開始し、プラモデルは急速に普及していった。
フロッグやエアフィックスといったイギリスのメーカーの航空機キットが最初から1/72で統一されていたのに対し、アメリカのメーカーの初期のキットは箱のサイズに合わせた箱スケールのものが多かったが、1950年代後半以降スケールの統一の動きが進み、多くのメーカーが1/72とともに1/48 (1/4インチスケール) を航空機の統一スケールとして採用し、むしろ1/48の方をメインとした。
また、初期のプラモデルメーカーの多くが木製模型飛行機のメーカーであったこともあり、初期のプラモデルは航空機が中心であったが、1950年代半ば以降、艦船、戦車、自動車等のモデルも徐々に増加していった。
そして1960年代は、欧米の多くのメーカーが数多くの名作キットを生み出す、プラモデルの黄金時代となる。
1990年代から今世紀以降は、ドラゴンをはじめとした東アジア系と、チェコのエデュアルド、ウクライナのICMなどをはじめとする東欧系のメーカーから多くの新製品が発売されている。

### 日本における歴史
日本にプラモデルが渡ってきたのはアメリカでプラモデルが普及を始めた1950年代初めで、主に在日米軍関係者によって持ち込まれたが、日本の木製模型メーカーの注目を得るには至らなかった。1956 - 57年になると少数ではあるが外国製のプラモデルを輸入して販売する店も現れ、玩具メーカーのマルサン商店や模型メーカーの日本模型などがプラモデル国産化への模索を開始した。1955年頃から海外メーカーのプラモデルの下請け製造を開始していた日本プラスチックは1956年10月頃、日本初のプラモデルの「ゼロ戦」を発売、その後1957年春にはゴム動力の「原子力潜水艦ノーチラス号」を発売した、また「和工樹脂」は1958年10月頃、「ダットサン1000」のプラモデルを発売した。その2ヶ月後、マルサン商店は「原子力潜水艦ノーチラス号」等4点のキットを発売した。なお、同時発売した「ダットサン1000」のキットは「和工樹脂」の製品にマルサンのロゴマークのシールを貼ったものである。
1950年代後期から1960年代は、戦記映画の人気や雑誌・出版物での第二次世界大戦戦記特集に後押しされた軍艦や飛行機などの実物の縮尺模型が主だったが、1960年代後半の今井科学（後のイマイ）による「サンダーバード」シリーズの大ヒットによりキャラクターモデルという分野が確立。その後のスーパーカーブームでもプラモデルはブームの一端を担った。
1980年代前半のガンプラ（ガンダムのプラモデル）ブームでプラモデルはブームの主役の座を得た。ガンプラの大ヒットを受けて起きたリアルロボットアニメブームでは、プラモデルは主力商品に位置付けられて積極的な製品開発が行われたが、ガンプラブームを再現するには至らなかった。一方、1960 - 1970年代のプラモデル市場を支えてきたスケールカーモデルも市場から撤退するメーカーもあった。また、改造車ブームが背景にあり、旧車を中心とした族車のキットが発売されたものの、自動車をはじめとしたスケールモデルはまだ玩具の領域から脱することはできなかった。そんな中、1980年代後半のミニ四駆ブームでプラモデルは再び脚光を浴びたが、その後は新しい分野でのプラモデルブームは起きていない。
1990年代末頃から模型業界にもファクトリーオートメーション(FA)の導入が進み、プラモデル製品開発の労力が大きく縮減された。それまで設計、原型試作、金型製作と、時に差し戻しもある各工程を専門技術者に頼り、多大な時間とコストを要していたものが、3DCADによりコンピュータ上で最初から立体として設計を行い、自動制御や3Dプリンタにより原型、製品金型の製作まで行えるシステムが確立したことで大幅に工程が短縮した。また、スライド金型の導入は複雑な形状の成形を可能にし、設計の容易化と部品点数削減に一役買った。それらの恩恵により、コトブキヤやウェーブのように資本力の小さいガレージキットメーカーからプラモデル事業に新規参入した会社が牽引する形で、特にキャラクターモデルの分野ではそれまで採算ラインに達しなかったマイナー作品からの商品化が飛躍的に増加した。
2000年代以後は、経済産業省の工業統計表によると「プラスチックモデルキット」全体の出荷額は、1998年の199億円に対して2007年は113億円と大幅に減少している。ガンプラは安定した売り上げを記録し続けるものの近年は漸減傾向にあり、飛行機やAFVなどスケールモデルは大幅な衰退傾向にある。プラモデル市場の衰退については、急激な勢いで進む少子化と、縮小する市場のパイをめぐってのテレビゲーム等の他の玩具との競争、製品面ではマニアックな商品が増えて初心者が近寄り難くなった点や、部品点数の増加などからモデルの組み立てに高度化を要求する傾向が目立つことなどが要因としてあげられている。また高品質低価格化が進む食玩などの塗装済み完成品模型や、1990年代末から市場が活性化したミニチュアカーがプラモデル市場を圧迫しているとの指摘もある。ミニチュアカーや食玩等の完成品市場には京商や青島文化教材社などの模型専門メーカーも参入しているほか、タミヤに関しても完成品ミニカーやミニ四駆、ダンガンレーサー、RCカー等の完成品を販売することがある。
2006年頃からプラモデル市場の縮小の影響や原油価格高騰のため、プラモデルや塗料などが値上げされる傾向にある。老舗メーカーでは上記の製品開発システムの刷新がうまくいかなかったり、製造部門においても射出成型機が多品種少量生産むけの小容量型へ移行が進んだことにより、旧製品の金型が使用できなくなり不良資産化する恐れが出てきており、老朽化によるメンテナンスコストの上昇が重くのしかかる等、業界は曲がり角に差し掛かっている。
2000年代後半からは、カーモデルにキャラクターデカールをセットした「痛車」や、「ガールズ&パンツァー」に登場する戦車、「艦隊これくしょん -艦これ-」や｢蒼き鋼のアルペジオ｣の艦船キット（ウォーターラインシリーズベース）など、キャラクターとコラボレーションしたスケールキットがブームとなった。また、1980年代から1990年代のフォーミュラ1、ロードレースバイクのキットが新規開発されるなど、当時製品化されなかった車種を補完するような展開も見られる。先述した組み立ての難しさを減らすために、塗装済みや部品点数を敢えて減らしたキットも登場するようになった。
2015年には、コトブキヤが展開しているフレームアームズを元に擬人化した可動型プラモデルシリーズ「フレームアームズ・ガール」が発売されブームとなり、これを端に以前から散発的に企画・製作されてきた「美少女プラモデル」が日本およびアジア圏の各メーカーで積極的に制作されるようになった。
近年、模型雑誌では通常のプラモデルを「インジェクションキット」と呼んで完成品やガレージキットと区別することもある。

### 静岡とプラモデル
静岡県の静岡市を中心とする地域はプラモデルやラジコンを代表に玩具産業が盛んで、タミヤ（静岡市駿河区）やバンダイ（静岡市葵区）、アオシマ（静岡市葵区）、ハセガワ（焼津市）など大手玩具・模型メーカーが本社や工場を静岡県内においている。特にプラモデルに関しては全国売上シェア約90%である（2010年統計で92%）。
駿河国（現在の静岡県の一部）には徳川家ゆかりの富士山本宮浅間大社（富士宮市）と、静岡浅間神社（静岡市）などの浅間神社が多数所在し、時の将軍の指示により、寛永年間と文化年間の二度にわたり静岡浅間神社の大造営を行った。その際に全国から様々な職人達が駿府（現在の静岡市付近）へ集められたが、造営が長期に渡ったため造営終了後も職人達の多くがそのまま駿府に定住し、その木工技術を活用して家具やひな人形、仏壇、蒔絵などの生産を始めた。
その木工技法は代々受け継がれ、1932年（昭和7年）に、アオシマの創業者である青島次郎が、伝統技法を利用して木製の動力付き模型飛行機を製造販売したことを契機に、県内に多くの木製模型メーカーが誕生した。その後、第二次世界大戦中は、原料不足から他県の木工産業が生産不能に陥るなか、静岡県は国から『重要木工県』という指定を受けていたことで、主に学校教材用として木製模型の生産も続けられた。
戦後1950年（昭和25年）以降欧米のプラモデルが輸入され始めても静岡の模型メーカーの反応は鈍かったが、国産プラモデルが発売されプラモデルの人気が上昇すると、静岡の各メーカーも1960年以降プラモデルの生産に順次参入し、木製模型からプラモデルへの転換が急速に進んだ。1970年代に静岡4社共同企画により実現したウォーターラインシリーズや、その後1980代には社会現象にもなったガンプラブーム、ミニ四駆ブームいずれも、静岡の企業からの発信（生産出荷）であり、現在の「静岡＝プラモデル」の構図が成り立つこととなった。
2010年7月24日から2011年3月27日までの期間、「模型の世界首都 静岡ホビーフェア」を静岡市で開催し、実物大ガンダムを展示するなど、模型（プラモデル）の町・静岡を全国にPRした。入場者数は160万7485人だった。この人気を受けて、2011年6月には日本初の模型専門博物館である静岡ホビースクエアが開館した。

## 模型製作に用いる工具と材料

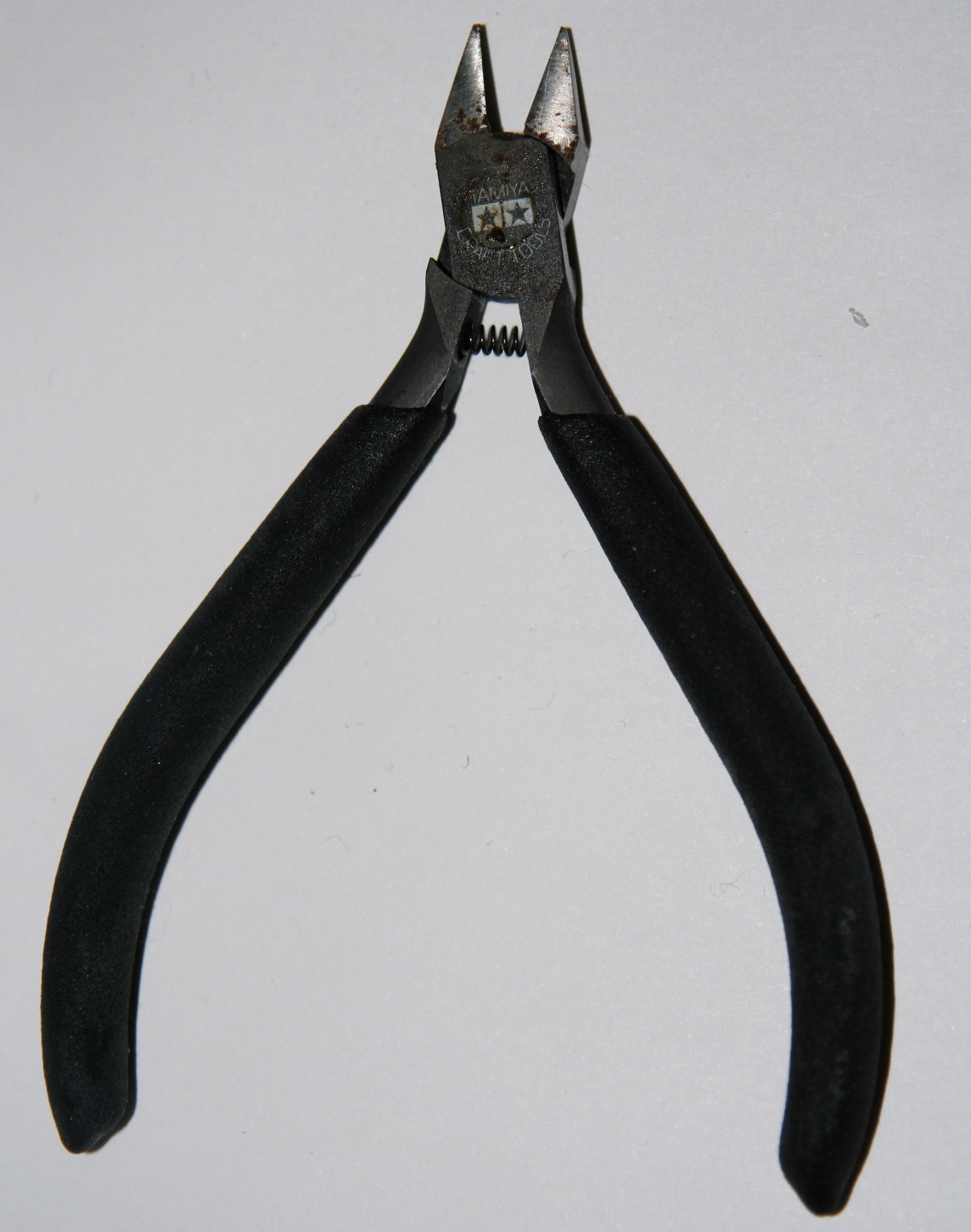
タミヤ製ニッパー

模型製作にはさまざまな工具を用いる。もちろん、全てを利用しなくても製作は可能であるが、基本中の基本としてプラモデル用のニッパーとカッターはある方が望ましい。なおニッパーなどの切断工具の防錆・保護用のメンテナンスキットもある。
ニッパー
ランナーから部品を切り離すのに用いる。ゲートと部品の間が狭くキットなどもあり、通常のニッパーでは部品に直接傷がつくのを避けるために刃の薄いプラモデル用のニッパーが望ましい。模型用の歯の薄い製品は強く握ると歯が痛むので丁寧に扱うと良い。真鍮線やエッチングパーツなど金属を切断する場合は刃こぼれを防ぐため、金属用のニッパーを用いる。また、一部ガンプラは、ニッパーを使用しなくても簡単にランナーから部品を切り離せる物がある。
カッター（Pカッター、デザインナイフ、けがき針等を含む）
主にニッパーで切断したあとのゲート処理、パーティングラインの除去、部品の切断・加工やモールドを彫刻するためなどに用いる。使用する際はカッターマットを用いたほうがよい。カッターナイフは本体に替え刃を内蔵するタイプで、替え刃は数枚をまとめたブレードになっており折って新しい刃に交換する。主に大きなもの、直線を切る作業向けの製品である。デザインナイフ（アートナイフ）は替刃を一枚ずつ交換するタイプで、曲線を切るなどの細かい作業向け製品である。両者とも刃先の角度が異なった替え刃があり、用途に応じて選べるようになっている。Pカッター（厚手のプラスチック板などの切断に使う製品）やラインチゼルとけがき針は主に筋彫りに使用される。
ピンセット
小さい部品を掴んだり、手の脂が付着するのをさけるため、シールやデカール等を貼る際に用いる。ピンセットはオランダ語由来の外来語。ツイーザー、トゥイーザーなどの英語読みの名称で市販されている場合もある。基本的には金属製だが、特殊なプラスチックで作られたピンセットもある。
金属やすり、紙やすり、その他のやすり類
ニッパーやカッターで処理しきれないゲート跡など綺麗にするために用いる。やすりは元々金属製であり、本来は金属やすりという呼び方は無いが、紙やすりと区別するため模型用語として一般化している。紙やすりは「サンドペーパー」、耐水性のものは「（耐）水ペーパー」とも呼ばれるが、略して「ペーパー」と呼ばれることが多い。部品の表面を削ったり整えたりするために用いる。最近はラッピングフィルム（研磨剤付きのプラスチックフィルム）やスポンジ研磨材も使用される。また、金属部品などの加工にダイヤモンドやすりを使用することもある。
なお筋彫りに特化した非常に薄い幅の刃を持つ"スジボリヤスリ"という製品もある。
ピンバイス
パーツに穴をあけるための細いドリル刃（0.1 mm - 3 mm程度）を保持した状態のものをピンバイスと呼ぶことが多い。本来ピンバイスは小径の棒状のものを保持する固定具（バイス）でドリルの刃の部分は含まないのだが、模型ではドリルでの穴あけ以外ではあまり用いられない。
プラモデル用（ホビー用）のこぎり・レザーソー・糸のこぎり
部品を切断するために用いる薄刃ののこぎり。改造する際に使われることが多い。かつては米国エグザクト社のレザーソーが代表的なブランドだった。後にエッチングで作られた薄く目の細かいノコギリであるハセガワ（トライツール）のモデリングソーや、タミヤの薄刃クラフトのこ、シモムラアレック(プラッツ)のハイパーカットソーなど、ホビー専用のものが登場している。
接着剤（セメント）
元来は二つ以上の物質の接着に用いられるものだが、後述のパテとして使用可能なものもある。最近は後述の様に強固な接着の為ではなく、仮止めや完成品の耐震・安定展示用の一時（仮）接着を目的としたものも出回り始めている。
プラスチックセメント
部品同士を接着するために用いる。材料を溶かし、溶剤が蒸発して硬化することで接着される。以前は接着が必要なプラモデルにはチューブ入り等の接着剤が付属している場合が多かったが、現在では一部の外国製キットを除いて付属しておらず、別途購入しておく必要がある。樹脂分を含む「トロトロ型（貼り合せ型）」と溶剤分だけの「サラサラ型（流し込み型）」とに大別される。前者はセメダイン社の瓶入りの製品やタミヤ、グンゼ産業(現在のGSIクレオス)等模型メーカー製品など古くから販売されている。後者はタカラのプロセメントなど少数派であったが、1990年代になってから種類が増え、2000年代には石油系溶剤を含まないリモネンを主成分にした物も増えており、有機溶剤の匂いがきつくないなどの利点があるため、使用するモデラーも増えてきている。また、最近のガンプラ等のプラモデルでは接着剤を使用しなくても製作可能なスナップフィット・キットがほとんどであるが、パーツを組み合わせたときに出来る"合わせ目"を消すために用いることも多い。ただし、スケールモデルではパーツ自体が非常に薄くなっている場合も多くあり、接着剤ではパーツの変形などのトラブルが起きやすいため、擦り合わせで密着度を上げて合わせ目を無くす。
瞬間接着剤
「シアノアクリレート」という特殊な樹脂が主成分の接着剤であり、空気中などの水分と急速に反応し、数秒から数分で硬化する。金属との接着のように、溶剤に侵されない材質や、異なる材質同士を接着する場合に用いられる。近年はプラモデルでも再現性向上のためにエッチングパーツなどの異素材部品を含む物が多く、製作の必需品となっている。ただし透明パーツなどに使ったり近くにおいてあると、接着剤の成分で"曇って"しまうこともある。こうした白化現象を避ける意味で効果促進剤を使う。また、低白化タイプの製品もある。この他には耐衝撃用などもあり、使用対象、強度、粘度、硬化時間などの異なる様々な製品がある。また通常は無色透明なものが多いが、白色や黒色など色のついた商品も出回り出している。
一時接着剤
貼って剥がせる再剥離可能型の接着剤で、仮止めや、完成した模型を地震その他の不慮の際にも倒さないで（安定して）展示する為の一時的固定に利用される。当初は紙等にシールの様に粘着性と再剥離性を与える為に開発され写真製版等から再剥離可能型の粘着剤スプレーが出回り始めた。かつては安定展示用には粘着テープを輪の様にして展示品と台座双方を接着していたり完成品に穴を開け真鍮線等を差し込んで固定していたりしていたが、現在では同じ表面特性を持つ粘着型防振ゲルと共に耐震・安全展示用途での利用が始まっている。

 パテ
部品のへこみなどを埋めるために用いる充填材。また、プラモデルの形状変更やオリジナルの造形にも用いられる。硬化した後にカッターなどで切削・成形する事が可能だが、パテによっては切削性の悪いものもある。プラモデル製作で使用されるのはラッカーパテ、エポキシパテ、ポリパテ（ポリエステルパテ）の3種類が多い。最近では光硬化型パテや瞬間接着パテも発売されている。これは硬化までの時間が短く用途によっては非常に便利である。
ラッカーパテ
文字通りラッカー系溶剤を含み、溶剤が揮発することで硬化する。この際、溶剤が揮発した分の体積が減少する（肉痩せ、あるいはヒケという）。従って分厚く盛る場合には向かず、傷や部品のヒケの修正などに用いられることが多い。プラパテと略称されることもある。
エポキシパテ（エポパテ）
粘土状の2種類の基剤をほぼ同量混和して用いる。混ぜ合わせた後の作業時間は早くて1分 - 5分、通常は数十分から数時間で、おおむね一日程度で完全硬化する。ヒケはあまり起きない。種類によっては完全に固まるとかなり硬くなるので、適度な硬さの段階で切削すると加工性がよい。2種類のパテが均一になるよう混ぜ合わせるのが使用上の注意である。模型用のほかに木工用や金属用のものが市販されている。エポキシパテの成分はエポキシ樹脂項目を参照。皮膚が弱い場合には手袋必須である。日本以外ではミリプットのブランドのものが使われており、日本ではポリパテよりも導入が遅かった。一般向けとしてセメダイン社の製品、模型用としてはタカラの「改造くん」が1980年代前半から存在し、その後1980年代後半からフィギュア制作などに多用され、各社から模型用の新製品が発売されていった。
ポリパテ
主剤に硬化剤を練り込んで使用する。硬化時間は硬化剤の割合や気温によって変化するが、数分から数十分と早い。臭気が強いので換気必須である。1980年代前半のガンプラブーム当時、スクラッチビルドのために自動車の修理用品である「ニッペ厚付けパテ」が使用され、その後模型専用の物が開発されていった。
紫外線硬化パテ（光硬化パテ、UV硬化パテ）
太陽光や蛍光灯の至近距離に近づけると紫外線と反応して短時間で硬化する。硬化が早く、作業の効率化に大いに役立つが、場合によっては盛ってから1分とたたないうちに固まってしまうため、手早い作業が必要。現在最も高性能なパテといえるが、値段も通常のパテよりも高い。ただし、最近では少量がデコアート用に使い切り分量（5グラム程度）で百円均一の店などで販売され、それまでのアクリルパテに代わり主流となっている。なお一部の製品は空気に触れていると硬化しない（嫌気性の）ものがある。
瞬間接着パテ
液剤と粉末を混合すると数秒 - 数十秒で硬化する物で、作業が早い反面、物性的に脆い(それでもスチレン樹脂よりは丈夫である)。作業性を高める為に硬化促進剤とその速度を調整する緩衝剤とを併用する事もある(GSIクレオス製品等)。
この他、元々接着剤やネイルアート方面で利用されていたアクリルパテがある。粉末のパウダーと液体のリキッドの混合による二液混合型で、硬化開始時間が少々長く（それでも最短で1分以内には硬化開始）、また硬化に紫外線が要らず安価なのでUV硬化パテよりは普及が早かった。現在はネイルアート方面では硬化剤のいらないUV硬化パテに主役の座を明け渡し、模型やデコアート用マテリアルとしての利用が多くなってきている。接着剤としても有用であり、プラリペアなどの商品名で流通している。
塗料
プラモデルを塗装するために用いる。ラッカー系、アクリル系、エナメル系等いくつか種類がある。塗料はその特質を知って使いこなすことが重要である。なお瓶入りの他に常温で蒸発し加圧する液化ガスを圧力源とする"缶スプレー"があり、瓶入りの塗料を同様の塗装加工に用いる為のアイテム（ガイアノーツ"イージーペインター"等）も存在する。
ラッカー系塗料
日本で多用されている、乾燥が速く強固な塗膜が形成できる利点を持つ塗料。通称は「ラッカー系」であるが正しくは非水溶性の有機溶剤を用いた「アクリル樹脂塗料」(MR.HOBBYでは溶剤系アクリル樹脂塗料と記載)である。溶剤の蒸発により樹脂が塗膜を形成するため、アクリルラッカーに分類される。溶剤が非水溶性であることを強調するために「油性アクリル系塗料」と呼ばれることもあるが、「油性」は本来動植物由来の油脂を表す用語であり、石油由来の有機溶剤に使用するのは厳密には正しくない。ラッカーの一種ではあるが、昭和30年代に模型用として売られていた「マメラッカー」などのプラスチックを溶かすほど溶剤の強い、本来のラッカー（ニトロセルロースラッカー）とは別物である。トルエンなどが含まれる業務用塗料ほどではないが、他の模型用塗料に比べ溶剤の臭いや毒性が強く、換気せずに長時間吸入すると中毒を起こす。また揮発性、引火性が強いことにも注意。マルサンのプラカラーを皮切りに、レベルカラー（後にMr.カラー）、モデルカラー、モノグラムカラー、ガイアカラーなど、多くのブランドが存在した。なお、模型専用塗料以外の模型向けの塗料にはトルエンなどを含むものもあるため注意が必要である。
水溶性アクリル樹脂塗料
アクリル系とも呼ばれる。溶剤としてアルコール系の水溶性の有機溶剤に水を混入したものを使用している。水で希釈することも可能だが、乾燥時間が増し光沢面に塗れなくなることもあるので、プラモデルに塗る場合は専用溶剤で希釈することが多い。臭いや毒性はラッカー系より抑えられている。引火性も低く安全性が高いものの、塗膜はラッカー系より弱く、上からラッカー系塗料を塗ると侵される。GSIクレオスの「水性ホビーカラー」と「アクリジョン」、タミヤの「アクリルペイント」が代表的な国産の水溶性アクリル樹脂塗料であり、1980年代初めの発売以来順次改良されているが、使い勝手や塗膜強度の面で敬遠するモデラーもまだ少なくない。最近は、国産とは異なる性質の優れた外国製品も入手しやすくなっており、スケールモデルでは珍しい存在ではなくなった。なお国産商品も改良が進み、これまで希釈性の問題でエアブラシ塗装に不向きとされていた欠点も改善されつつある。なおアクリジョンの為の汎用うすめ液は水と専用うすめ液とがあるが、専用うすめ液は後述の"リターダー"として働く為に使い過ぎるとなかなか乾かなくなる。なお、アクリジョンの薄め液は生産終了となり、リターダーが販売されるようになった(エアブラシ用薄め液は改良して継続販売)。
エマルジョン系
広義には水溶性アクリル塗料に含まれる低溶剤の塗料。模型用に調整されたアクリル絵具とも言えるものであり、混色も可能。2020年代以降はターナー社のU-35など、画材メーカーもプラモデルシーンでの利用を宣伝するケースもある。臭気がほとんどなく、水性アクリル、水性ホビーカラーは水でも可能だがアクリルシンナーが推奨されるのに対して、完全に水道水のみで、希釈や洗浄が可能(ただし、乾ききった場合には水溶性でなくなるので専用ツールクリーナーが必要)。乾燥は速く、塗膜も強め。代表ブランドは、シタデルカラーやアクリジョンなど。
エナメル系塗料
専用の溶剤（工業ガソリン系）で希釈する。上記2種類の塗料と異なり、塗装後空気に触れることで化学反応が起き固化する。エナメル系塗料は乾燥が遅く筆塗りでもムラができにくい利点がある。乾燥後の塗膜は光沢に優れる。多湿な日本の気候には不向き<だが欧米では一般的な模型用塗料として用いられている。また他種の塗料の塗膜を侵さない事からウェザリングに用いられる事が多い。ただし下地がつや消しの場合、顔料が染み付いて取れなくなることがある。塩ビ（ソフトビニール製キットやポリキャップなど）は侵され劣化するので避けた方がよい。またスナップフィットなどで常に力の加わっている部分に使用すると、溶剤の浸透によりパーツが破損する場合もある。最近、紫外線をカットするクリアー塗料の上に塗布した場合に白化する現象が話題となった。「タミヤカラー」が事実上唯一の国産エナメル塗料であるが、イギリスのハンブロール社製のエナメル塗料も塗料単体や塗料付キットとして輸入されて一部の模型店で入手できる。
塗料は模型用塗料だけでなく、絵画用のアクリル絵具や油絵具、パステル、コピックなども用いられる。
塗料に添加して性状を調節する添加剤(メディウム)がいくつかある。光沢を抑えるフラットベース、乾燥を遅らせ、筆ムラやかぶりを抑えるリターダー、塗料の粘度を抑えるうすめ液などが典型的。うすめ液そのものがリターダーや金属色の質感を向上する添加剤を含んでいることもある。うすめ液はラッカー用、エナメル用など、使用する塗料に合った専用品を用意する必要がある。なお、フラットベースの逆の作用を持つものはなく、塗装後に光沢の強い(全光沢或いは半光沢の)トップコートで調節する。

筆
平筆、丸筆と細部塗装用の面相筆があると便利。学校の授業などで使った水彩画用を流用することもできるが、塗料の溶剤によって毛を束ねる接着剤が溶け出し、最終的にはバラバラになる可能性があるため、模型用のものを使用するのが望ましい。
エアブラシ
筆塗りでは難しい、ムラの無い一様な塗面やグラデーション塗装に使う。缶スプレーと比べて、自由な色が使える・吹き出し量の調整が可能というメリットがある。ある領域全体に塗装されるため、塗装前に、マスキングや塗装順番を考えた部品改造が必要になる場合もある。以前はピースコン等の一部製品を除きイラスト・写真修正用の高価な物が多く一般的ではなかったが、近年は模型メーカーから比較的低価格の製品が発売される様になった。
塗料噴霧用の端末器具としてはハンドピースが用いられる。気体加圧源としては高圧気体のボンベを用いる"スプレー缶（エア缶）"か電気を動力源とした"エアコンプレッサ"が用いられる。通常は加圧源で加圧気体と塗料の双方の吐出量が制限される為に加圧源の性能如何では塗料の吐出に影響を及ぼす場合がある。低圧型のコンプレッサでは上手く扱えない塗料も存在する。ハンドピースには加圧気体と塗料の吐出量を共に同時に調整可能なもの（ダブルアクション）の他に加圧気体と塗料の吐出量を同時に調整不可能なもの（シングルアクション）も存在する。ダブルアクションのハンドピースを用いると細い幅の塗装も可能となる（加圧源の吐出量を低く調整する必要がある）。なおこの技法は全ての塗装技法中で最も塗料の消費量が少ない。
塗装作業中には塗料の霧状微細粉末や溶剤の揮発気体が周囲に飛散するので、作業者はマスクなどでの防護が必要となる。その為飛散物を強制的に吸い取る装置も存在し市販されている。
マスキングテープ
塗装の際、塗り分けを行うために色をのせない部分を覆って色が付かないようにする粘着剤つきの紙テープ。仮組みなどの際に粘着力の低いテープとしても用いる。また同様の目的の為に、塗布することで柔軟なマスキング膜を形成する液状のマスキングゾルという商品もある。
サーフェイサー
ヤスリがけで付いた表面の微細な傷などを埋める為や塗料の食い付きを良くする為に使われる。主に塗装の前段階として用いる。筆塗りの他、缶スプレーやエアブラシを用いて吹きつけて使用する。市販されている物の主な成分は溶液に溶いたラッカー系パテ（溶きパテ）とほぼ同様の物である。傷やヘコミなどを見分けやすいグレー色が一般的だが、フィギュアなど用にホワイトや肌色の製品もある。細かい彫刻が潰れることを嫌い、使用しないモデラーもいる。
プライマー
金属（メタルパーツやエッチングパーツ）、レジンなど塗料の食い付きが良くない素材に塗装する場合に使用する下地塗料。通常は無色透明。プラモデル用に開発されたもの以外は、プラスチックを侵す恐れがある。上記サーフェイサーを兼ねた"プライマーサーフェイサー（プラサフ）"もある。
トップコート
塗装した個所の表面保護に使用する、透明な塗料。ステッカーやデカール、インスタントレタリング（インレタ）などの保護にも有用。光沢、半つや、つや消しとがあり、被塗物の質感を調節する場合にも用いられる。金属光沢を与えるメタリック色は、これを塗布するとかぶりが生じる（白っぽく曇る）ものもあり、代用としてプライマーを吹き付けることもあるが、こちらは金属光沢を生み出す顔料が流れてしまうことがあるため、金属らしい質感が重要な個所を一切保護しない場合もある。
デカール定着剤
デカールを軟化させ、模型表面の凹凸への密着性を高めるための補助剤。デカールを貼った上から塗布して軟化させるものをデカール軟化剤（マークソフター）、接着力を持ち先に塗布した上にデカールをセットするものをデカール定着剤（デカールフィッター、マークセッター）と区別する場合もある。デカールの種類と定着剤の相性により軟化の程度に差があり、しわ等が生じる或いはデカールが破損する場合もあるので事前の確認が必要。
綿棒
デカールを貼付する際に出る余分な水分を脱脂綿に吸わせる、デカール貼付位置の微調整、あるいはウェザリングや墨入れを施す際に用いられる。使い勝手としては化粧用に開発された先の細いものが良い為に模型専用のものもこの形状になっている。

## 製品

### よく使われる素材・材質
ポリスチレン (PS = Poly-Styrene)
プラモデルの材料としては最も多く使用される。プラモデルで「プラ」といった場合、広義では合成樹脂一般（ABSなども含める）をさすが、狭義ではポリスチレンのみを指す。エナメル系溶剤に侵食され、劣化する性質がある。透明のものは飛行機キットのキャノピーや自動車キットの窓ガラスなどに用いられるが、しなやかさがないため非常に砕けやすく、瞬間接着剤などで白濁することも多い。タミヤやエバーグリーンブランドの各種素材もポリスチレンである。ドイツ語であるスチロール (Styrol) と呼ばれることもある。
ABS (ABS = Acrylonitrile-Butadiene-Styrene)
アクリロニトリル、ブタジエンゴム、スチレンを混ぜたもの。配合比率によって物性に差はあるが、ポリスチレンよりも割れにくく磨耗も少ない。このため、負荷のかかるキャラクター模型の関節部や動力模型のシャーシ（ミニ四駆や電動RC）などのパーツがABSで成型されることが多い。溶融接着には専用のABS樹脂用の接着剤を必要とする。また切削性もポリチスチレンよりも粘り気が強い。
ポリプロピレン (PP = Poly-Propylene)、ポリエチレン（PE=polyethene）
いわゆるポリキャップとしてロボットキットなどの関節部ヒンジに多用される軟質樹脂。柔軟性が高く磨耗が少ない反面、ほとんどヤスリがけができない、そのままでは塗装もできないといった欠点もある。モーター走行する戦車キットのベルト式キャタピラとして、1970年代からゴム製のものに代わって多く使われるようになり、ディスプレイモデル用としても使用されている。
その他の樹脂
1. アサフレックス - スチレン系の合成樹脂。曲げると変形が残る程度の柔軟性で、塗装も接着もできる。
2. エラストマー - ゴムに近い性質だが、射出成型が可能なスチレン系樹脂。
3. ポリアセタール (POM) - 軸受などに使用される。塗装や接着が困難。

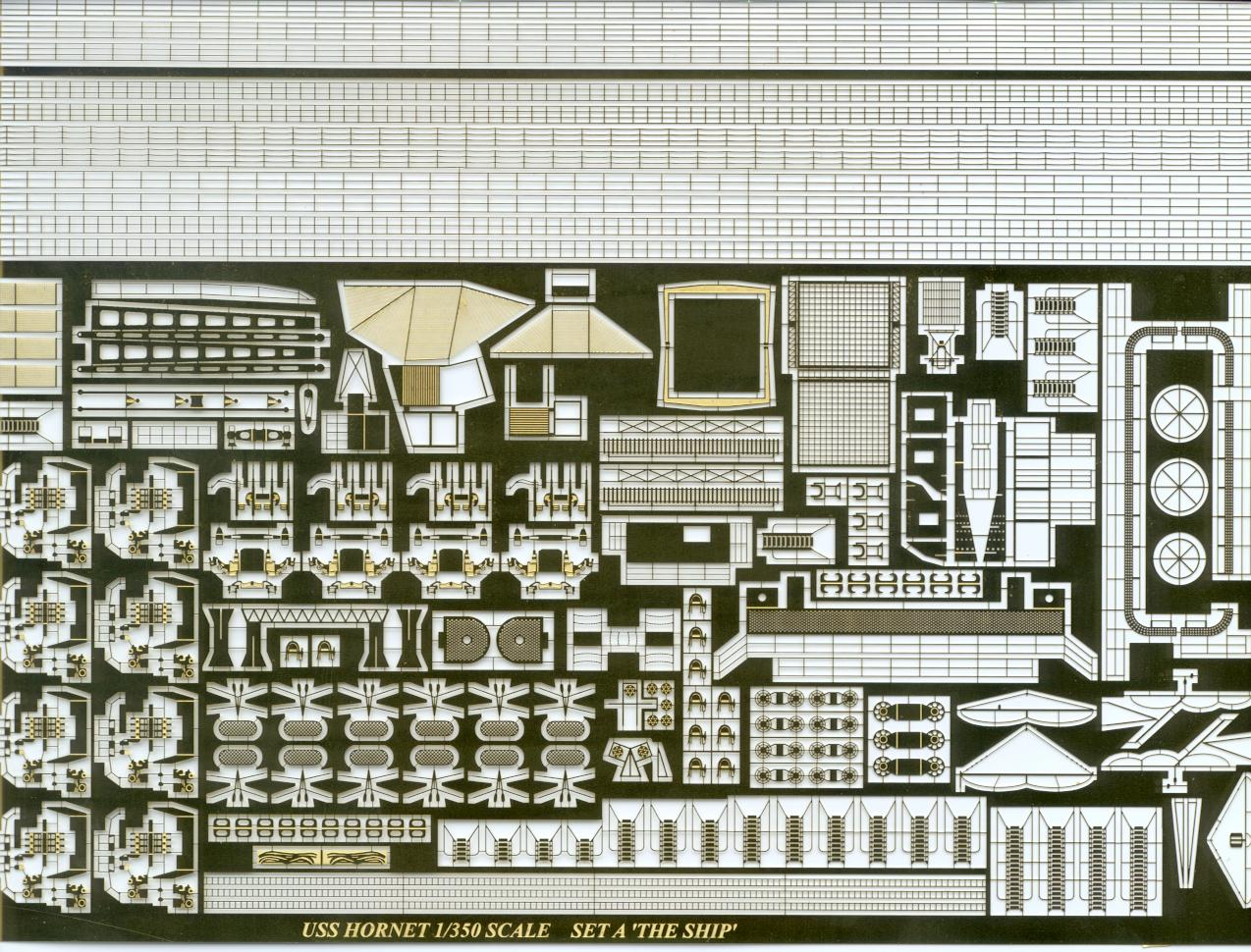
1/350ホーネット用エッチングパーツ

金属類

エッチングパーツや自動車のシャフト、ギアボックス、ネジなど各種金属が補助的に使用される。

### 有名なシリーズ
- ミリタリーミニチュアシリーズ 1/35 タミヤ
- ウォーターラインシリーズ 1/700 タミヤ、長谷川製作所、青島文化教材社
- ミニボックスシリーズ1/72 ハセガワ
- ミニボックスEシリーズ1/72 ハセガワ
- 機甲師団シリーズ1/48 バンダイ
- デコトラシリーズ1/32 青島文化教材社
- ガンプラ 各種スケール バンダイスピリッツ（以下バンダイ）
- マシーネンクリーガー 日東、ウェーブ、ハセガワ
- ロボダッチ 今井科学 一部は青島文化教材社から再発売
- 合体マシン 青島文化教材社
- アニメスケール 各種スケール 青島文化教材社
- ミニ四駆 1/32 タミヤ
- たまごひこーき ハセガワ
- フレームアームズ・フレームアームズガール・フォルムアームズ 壽屋
- D-Style 壽屋
- デスクトップアーミー メガハウス
- MODEROID グッドスマイルカンパニー
- フィギュアライズ バンダイ
- PLAMAX マックスファクトリー
- ヘキサギア 1/24 壽屋
- プラアクト ピーエムオフィスエー
- ゾイド タカラトミー、壽屋
- リトルアーモリー 1/12 トミーテック
- ファイブスター物語 wave、ボークス
- 5inch Mechanism ピーエムオフィスエー
- 30 MINUTES MISSIONS・30 MINUTES SISTERS・30 MINUTES FANTASY・30 MINUTES PREFERENCE バンダイ
- 創彩少女庭園 壽屋
- アルカナディア 壽屋
- 無限邂逅メガロマリア 壽屋
- メガミデバイス 壽屋
- PLAMATEA グッドスマイルカンパニー、マックスファクトリー
- アーマード・コアシリーズ 壽屋、スクウェア・エニックス、バンダイ
- フロントミッションシリーズ スクウェア・エニックス
- マブラヴ 壽屋
- ストラクチャーアーツ スクウェア・エニックス
- 勇者シリーズ 壽屋、バンダイ
- エルドランシリーズ グッドスマイルカンパニー、バンダイ
- 太陽の牙ダグラム wave、マックスファクトリー
- 装甲騎兵ボトムズ wave、マックスファクトリー、バンダイ
- マクロスシリーズ wave、マックスファクトリー、バンダイ、ハセガワ
- ヴァリアブルファイターガールズ 青島文化教材社
- 魔神英雄伝ワタルシリーズ wave、マックスファクトリー、バンダイ
- 戦闘メカ ザブングル wave、グッドスマイルカンパニー、バンダイ、ハセガワ
- 聖戦士ダンバイン wave、マックスファクトリー、バンダイ
- 重戦機エルガイム バンダイ
- 機動警察パトレイバー グッドスマイルカンパニー、マックスファクトリー、壽屋、青島文化教材社
- 大河原邦男おもしろメカワールド オモロイド LEAPRO
- エヴォロイド 壽屋
- 新世紀エヴァンゲリオン 壽屋、バンダイ
- アサルトリリィ アゾンインターナショナル

### デカールの制限
プラモデルに含まれるデカールや箱絵には、社会的要因による制限が一部加えられている。そのために製品化や旧製品の再生産が困難になったり、やむを得ず一部分の完璧な再現を断念せざるを得なかったりといった問題も生じている。
タバコ広告
1990年代以降、多くの国でタバコ広告の規制が強化された。そのため、多くのF1、WRCといったレースカーのキットに付けられていたタバコメーカーのスポンサーロゴも規制の対象とされ、その後発売されたF1レースカー製品ではデカールからタバコメーカーのロゴが削除されたり、別のものに差し替えられてしまっている。タバコメーカーがメインスポンサーだった一部の車種では、削除や差し替えすら難しいためキット自体が生産困難な状態となっているものもある。
その他企業ロゴに関する制限
2000年代以降は企業の知的財産権管理強化の関係から、タバコ以外の企業についてもロゴが削除・或いは差し替えられたものが現れている。
ハーケンクロイツ
第二次世界大戦時のドイツ機の垂直尾翼に描かれていた鉤十字（スワスティカ）は、ナチス・ドイツのシンボルマークであり、現在ドイツでは公の場での使用や掲示が法律により禁止されている。その影響で、1990年代以降多くのメーカーでは箱絵とデカールからスワスティカや本来ナチスとは無関係のフィンランドのハカリスティを削除している。日本国内ではスワスティカの使用に全く制限はないが、輸出を考慮して日本メーカーの多くもこれに倣っている。一部の日本メーカーでは日本国内出荷分にのみスワスティカのデカールを付けているが、多くの場合箱絵は勿論組立て説明書にも明示は無く、オマケ扱いとなっている。また、スワスティカを十字や田の字形に変えたり、二分割してそのままではスワスティカに見えない形でデカールにしているメーカーもある。

### コピー製品
プラモデルにおいては、部品の分割方法や面の表現、対象の立体としての解釈など設計段階で開発者の個性が強く表れる。異なるメーカーが同一の題材を製品化した際に、他のメーカーの商品をコピーしたと指摘される場合が有る。これは前述の分割方法や成型パーツの配列などにおいて、他社の既存製品と比較し同一または酷似しているものが対象となる。
ただし他の工業製品と同じく、金型や製品が他社に売却、またはOEM供給されて別パッケージで発売されることがあり、これがコピー品と間違われやすい。また、1/72以下の小スケールのキットでは、部品分割に個性を発揮できる余地が少ないため、偶然似通った部品分割となる場合もある。
日本のプラモデル黎明期には、先行するアメリカやイギリスのキット製品を原型としてコピーしたものが存在した。原型製品とは異なるパーツ配列としたり、原型製品と比較しギミックやモールドを新しく追加または省略したコピー製品も存在した。部品分割が全く異なっていても、形状の特徴から他の製品を参考にしているのが明らかなものもあった。
プラモデルのコピー製品では、原型製品において模型雑誌やモデラーから問題点として指摘された部分を修正したり、原型メーカーが発売していない派生製品を発売する場合もある。ただし、大部分のコピー製品は精密度において原型製品に劣っている。
ここでは具体的なコピー製品の例として韓国のアカデミー製品について解説する。
1/72 A-10 1/72 MiG-23/27 1/48 F-16
ハセガワ製品が原型と指摘されているアカデミー製品。A-10やMiG-23/27では開発時期の古い原型キットの凸モールドが凹モールドへ修正された。F-16では同一パッケージで複数の形式に対応すべく細かい部品の分割手法が変更され、各種搭載品を追加するなどの修正が行われた。
1/35 M113・M60パットン・メルカバ・センチュリオン
タミヤ製品が原型と指摘されているアカデミー製品。原型製品とは異なり、大量のアクセサリーの追加や原型には無い改良型（M113）や発展型の車両（メルカバ）、イスラエル国防軍仕様（M113、M60）などが発売された。例えばメルカバIIIなどは転輪パーツ以外はオリジナルとなっており、高価なガレージキットを購入したりスクラッチビルドをする必要が無くなったため、購入者からすれば恩恵の方が大きいとも言える。なおセンチュリオンは日本には輸入されていないが、生産停止となったタミヤ製品に代わって欧米市場ではポピュラーな製品となった。
1/48 Su-27
アカデミー製品が原型と指摘されているトランペッター製品。原型キットの問題点をそのままコピーしており工作精度の問題から原型に劣る。